# Karin Ingmarsdotter
Karin Ingmarsdotter  är en svensk stumfilm från 1920, regisserad av Victor Sjöström. Den är baserad på Selma Lagerlöfs roman Jerusalem.

## Handling
Karin och Halvor ska gifta sig och har åkt till Falun för att handla, men Halvor blir lurad av några skojare som super honom berusad. Det blir därför inget bröllop och Karin gifter sig istället med Eljas. När Karins far avlider blir Eljas herre på gården, han börjar supa och Karin börjar vantrivas.
Efter en olycka blir Eljas sängliggande och spritmissbruket gravare. När han en dag hittas död och Karin blir änka står snart friarna på rad, en av dem är Halvor. Karin håller av honom, men minns fortfarande händelsen i Falun och vet inte vad hon ska göra.

## Om filmen
Filmen premiärvisades 2 februari 1920. Som förlaga har man Selma Lagerlöfs roman Jerusalem där man har filmat tredje och fjärde kapitlen. Filmen är en fortsättning av Victor Sjöströms film Ingmarssönerna från 1919.  

## Rollista i urval
- Victor Sjöström - Stor Ingmar
- Tora Teje - Karin Ingmarsdotter, hans dotter
- Bertil Malmstedt - Lill Ingmar, Stor Ingmars son
- Tor Weijden - Halvor Halvorsson från Timsgården, kallad Tims Halvor, lanthandlare
- Nils Lundell - Eljas Elof Ersson, Karins man
- Carl Browallius - Eljas far
- Josua Bengtson - Eljas vän och supbroder
- Nils Arehn - Berger Sven Persson
- Olof Ås - Inspektorn på Bergsåna bruk
- Eric Gustafson - gästgivareson från Karmsund
- Emil Fjellström - Stark Ingmar, torpare på Ingmarsgården
- Paul Hallström - skolmästaren Storm
- Anna Thorell - fru Storm
- Bror Berger - hästskojare
- Gustaf Ranft - hästskojare
- Som statister medverkar bönder från Nås i Dalarna